# Natriumcarboxylmethylcellulose
Natrium-carboxymethylcellulose (NaCMC) is een stof die wordt gewonnen uit hout en daarna chemisch wordt behandeld. Deze stof heeft als E-nummer E466 en wordt toegepast als bindmiddel. Een van de toepassingen is in de productie van vormvaste tandpasta. Naast zijn rol als bindmiddel zorgt NaCMC ook dat de tandpasta niet gaat klonteren en werkt het als emulgator. Ook de oplosbaarheid van de tandpasta (in speeksel) wordt door NaCMC bevorderd. NaCMC heeft grote invloed op de viscositeit van de oplossingen en mengsel waarin het voorkomt.

## Chemische structuur
NCMC is het natriumzout van carboxymethylcellulose. Tijdens de chemische behandeling van hout worden -CH2COOH-groepen via een etherbinding aan een deel van de hydroxylgroepen van cellulose gekoppeld. Via de reactie met natronloog ontstaat vervolgens natriumcarboxymethylcellulose met als kenmerkende groep -CH2COONa.